# Haraldr Óláfsson
Le roi Harald de l'île de Man en vieux norrois Haraldr Óláfsson et en gaélique: Aralt mac Amlaíb (1223-1248) est le fils aîné de son prédécesseur, le roi Olaf II.

## Règne
Harald arrive au pouvoir après la mort de son père, en 1237 à l'âge de 14 ans. L'empire dont il hérite est d'une étendue remarquable, car il comprend de nombreuses îles. Harald mène une politique pacifique sur toute l'étendue de son royaume ; toutefois son domaine étant sous la double suzeraineté de la Norvège et de l'Angleterre, il doit manœuvrer en permanence entre ces deux puissances.
Une fois son trône assuré, Harald aurait décidé de faire une tournée dans son royaume des Îles et il nomme son cousin Laglan régent en son absence de l'Île de Man. Selon les Chroniques de Man, en l'absence de Harald, Laglan cause un « grand trouble », même si l'on ne sait pas en quoi consistait ce désordre. Au retour de Harald, Laglan s'enfuit de Man avec Godred le frère cadet de Harald vers le Pays de Galles mais ils meurent noyés tous deux pendant la traversée (1238).
En 1239 Harald refuse dans un premier temps de se reconnaitre vassal de la Norvège. Le roi Håkon IV de Norvège lui envoie deux émissaires nommés Cospatric et Gillechrist Mac Muircherthach qui le ramènent rapidement à la raison et perçoivent les tributs. Harald doit se rendre à la cour de Håkon IV de Norvège où il prête hommage et y séjourne jusqu'en 1241. À son retour le roi Henri III d'Angleterre de son côté le fait chevalier en 1246.
Harald doit alors se rendre de nouveau en Norvège pour assurer le roi de sa fidélité. Il meurt en octobre ou novembre 1248 lors d'un naufrage au large des îles Shetland, au retour d'un voyage à Bergen, où il a épousé Cecilia Hakonsdatter, une fille du roi Håkon IV de Norvège. Son frère Ragnald lui succède.